# 573 Recha
Az 573 Recha egy a Naprendszer kisbolygói közül, amit Max Wolf fedezett fel 1905. szeptember 19-én.